# 巴里·沃思
巴里·沃思（英語：Barry Werth）是一位美国作家和记者。

## 生平
在《纽约时报》、《纽约客》、《智族》、《史密森尼 (杂志)》、《麻省理工科技評論》撰写过文章。也曾在史密斯学院、曼荷莲学院和波士顿大学任教。

## 荣誉
2002年获得石墙图书奖。
他的著作《破坏》作为美国法学院医疗事故方面的教学案例而普遍被使用。

## 著作
- 《十亿美元分子》，上海科技教育出版社，2018年12月，ISBN 9787542867803